# Discopygiella discolor
Discopygiella discolor är en tvåvingeart som beskrevs av Robinson 1965. Discopygiella discolor ingår i släktet Discopygiella och familjen styltflugor. Inga underarter finns listade i Catalogue of Life.